# Pumpspeicherkraftwerk Bailianhe
Das Pumpspeicherkraftwerk Bailianhe, chinesisch 白莲河抽水蓄能电站, Pinyin Báilián Hé Chōushuǐxùnéng Diànzhàn, „Pumpspeicherkraftwerk Weißer Lotusfluss“; ist ein Kraftwerk in China in der Provinz Hubei. Die im Kreis Luotian ungefähr 143 km östlich von Wuhan gelegene Anlage der State Grid Xinyuan Co Ltd war das erste größere Pumpspeicherkraftwerk der Betreibergesellschaft. Sie wurde von der Gezhouba Group (CGGC) errichtet.

## Geschichte
In den 1960er Jahren wurde am Bailan He eine Talsperre errichtet, die einen 1,2 Mia. m³ fassenden Speicher bildet, der für die Bewässerung, die Stromerzeugung und dem Hochwasserschutz dient. Erste Pläne, diese Talsperre mit einem Pumpspeicherkraftwerk zu ergänzen entstanden 1994, im Juni 2002 wurde die Machbarkeitsstudie abgeschlossen, sodass das Projekt im August 2003 von der Staatlichen Kommission für Entwicklung und Reform abgesegnet werden konnte. Die für das Kraftwerk vorgesehenen vier Francis-Pumpturbinen wurden zusammen mit Turbinen für drei weitere Pumpspeicherwerke in einer internationalen  Ausschreibung über 16 Stück zusammengefasst und an Alstom vergeben. Vorbereitende Arbeiten für den Bau des Kraftwerkes begannen im Januar 2004, Baubeginn war im August des gleichen Jahres. Im Dezember 2010 nahm die letzte Turbine den Produktionsbetrieb auf. Die Bauzeit betrug fünf Jahre und die Baukosten beliefen sich auf 3 Milliarden Renminbi.

## Technik
Das Kraftwerk liegt nördlich der Talsperre des Bailianhe. Das Oberbecken liegt auf 305 m über Meer und hat ein Fassungsvermögen von 25 Mio. m³, davon können 16,63 Mio. m³ genutzt werden. Die Hauptstaumauer des Oberbeckens ist ein 60 m hoher betonverkleideter Steinschüttdamm, dessen 300 m lange Krone auf 312,2 m über Meer liegt. Weiter waren drei kleine Hilfsstaudämme nötig für den Aufstau des Oberbeckens. Das untere Becken wird von der Bailan He Talsperre gebildet, dessen Wasseroberfläche auf 104 m liegt.
Das Wasser verlässt das Oberbecken über zwei ungefähr 500 m lange horizontale Druckstollen mit 9 m Durchmesser. Bei den beiden Wasserschlössern wird das Triebwasser in zwei Druckschächte eingeleitet, wobei jeder Druckschacht zwei von Alstom gelieferte 300 MW Francis-Pump-Turbinen das Wasser zuführt. Das Maschinenhaus ist unterirdisch angeordnet. Es besteht aus dem Hauptkaverne mit den vier Turbinen, der davor liegenden Schieberkaverne und einer Transformatorenkaverne. Für die Anlage musste 1,9 Mio. m³ Material ausgebrochen werden.
Das Kraftwerk ist über eine 57 km lange 500-kV-Leitung an das Unterwerk Huanggang angeschlossen. Die Anlage wurde so geplant, dass sie jährlich 967 GWh produziert und 1289 GWh für das Pumpen konsumiert.